# Carlos Cisternas
Carlos Patricio Cisternas Tobar (San Fernando, 27 settembre 1985) è un ex calciatore cileno, di ruolo centrocampista.

## Caratteristiche tecniche
È un interno di centrocampo.

## Palmarès
- Campionato cileno: 1

Colo-Colo: 2006 (C)